# Atylotus aegyptiacus
Atylotus aegyptiacus är en tvåvingeart som först beskrevs av Krober 1926.  Atylotus aegyptiacus ingår i släktet Atylotus och familjen bromsar.
Artens utbredningsområde är Egypten. Inga underarter finns listade i Catalogue of Life.